# Kushimoto
Kushimoto (jap. 串本町 Kushimoto-chō) – miasto w Japonii, na wyspie Honsiu, w prefekturze Wakayama. Według danych na rok 2020 miejscowość zamieszkiwało 14 959 mieszkańców , a gęstość zaludnienia wyniosła 110,3 os./km².